# プログレスM-45
プログレスM-45（Progress M-45）は2001年8月21日に打ち上げられたプログレス補給船。国際宇宙ステーションへの補給活動に使用され、バージョンはProgress-M 11F615A55、シリアル番号は245。NASAによる名称はプログレス5（Progress 5 略称: 5P）。

## 飛行記録
2001年8月21日9時51分32秒（GMT、以下同）、バイコヌール宇宙基地のSite 1/5からソユーズ-Uロケットによって打ち上げられた。M-45は8月23日9時51分32秒ズヴェズダモジュールの後方にドッキングし、ISSに推進薬、食料、水、酸素、科学研究を行うための装置など計2,561kgを補給した。
このフライトでは、日本の微小粒子捕獲実験および材料曝露実験（MPAC&SEED実験）装置と、高精細度テレビジョン（HDTV）カメラ・システムが搭載された。
プログレスM1-7にドッキングポートを譲るため、3ヶ月後の11月22日16時12分01秒にアンドッキングし、太平洋上空で大気圏再突入した。